# Penelope (ninfa)
Nella mitologia greca, Penelope è una ninfa oreade del Monte Cillene, in Arcadia, menzionata come una delle possibili madri del dio Pan, avuto da Ermes.
In altre versioni del mito la madre di Pan è invece un'innominata figlia di Driope, Sose, Thymbris o Callisto.
In alcune fonti, questa Penelope è confusa o assimilata con la più nota Penelope, la moglie di Ulisse, e Pan è in esse detto figlio di quest'ultima.